# 石抹世勣
石抹世勣（12世纪？—1234年），金朝末期大臣，字景略，又字晋卿，契丹族，石抹氏，咸平路（今辽宁开原市东北）酌赤烈猛安莎果歌仙谋克人，抚州（今河北张北县）刺史石抹元毅之子。
石抹世勣年幼勤学，为文有体裁。金章宗承安二年（1197年），因父在边关阵亡，召为侍仪司擎执。承安五年（1200年），登词赋、经义两科进士第。金宣宗贞祐三年（1215年），官至太常丞，参预讲议所事。上言给从河北迁移河南军户分田不便，金宣宗听从。改任同知金安军节度使。兴定二年（1218年），改任华州（今陕西渭南市华州区）元帅府参议官。入朝为尚书省左司郎中。元光元年（1222年），夺一官解职。后起为礼部侍郎，转司农卿，改太常卿。正大年间，为礼部尚书，兼翰林侍讲学士。天兴元年（1232年），跟随金哀宗至归德府（今河南商丘市）。天兴二年（1233年），又跟随金哀宗逃到蔡州（今河南汝南县）。蔡州城破，与其子石抹嵩一起被杀。